# Insurgency: Modern Infantry Combat
Insurgency: Modern Infantry Combat (с англ. — «Мятеж: сражение современной пехоты») — модификация компьютерной игры Half-Life 2, которая геймплейно представляет собой тактический шутер. Сеттинг игры основан на событиях Иракской войны. Модификация была выпущена летом 2007 года. С 2008 года распространяется бесплатно через Steam. В 2014 году от New World Interactive, авторов модификации, вышел самостоятельный сиквел на движке Source под названием Insurgency.

## Игровой процесс

Скриншот игрового процесса

Основной упор в игре делается на реалистичность — на экране отсутствуют некоторые элементы HUD, такие как показатель здоровья, количество патронов в оружии, прицел. Смерть игрока наступает от одного-двух выстрелов.
В игре можно выбрать сторону Морских пехотинцев США или боевиков (инсургенты) из армии Ирака. Целью игры является захват и удержание точек. Все карты можно разделить на 3 типа:
- «Оборона» — захват всех объектов поочередно. Обороняющаяся сторона должна удержать их (только защищать, отбивать точки обратно они не могут), для победы команде достаточно удержать хотя бы одну ключевую точку. В этом режиме, у атакующих, лимитный респаун, который возрастает только при захвате объекта.
- «Господство» — захват всех точек в произвольном порядке с возможностью отбить эти объекты обратно. Команда, которая захватила все точки, выигрывает раунд. У обеих сторон лимитный респаун.
- «Противостояние» — Нужно поочередно захватить все объекты. Изначально командам дается несколько точек. А также присутствует одна (или несколько) нейтральных точек. Лимит на респаун отсутствует. (Пока режим представлен только одной официальной картой)

В Insurgency можно стать командиром или быть подчиненным. Используя меню коммуникации, командир может вызывать подкрепление, менять боевые цели, назначать и изменять точки сбора и отдавать приказы. Система игры в форме командир/подчиненный достаточно точно воспроизводит реальные боевые действия — таким образом модификация Insurgency является тактическим шутером. При убийстве противника никакие уведомления на экране не выводятся (за исключением некоторых серверов, где уведомление об убийстве противника выводится в левом нижнем углу), и только визуальный контакт может являться свидетельством смерти.

## Награды
- Steam Friends — Лучшая Source модификация 2007 года[6]
- ModDB — Лучшая модификация 2007 года (По версии игроков)[7]